# Nelson José Hubner Moreira

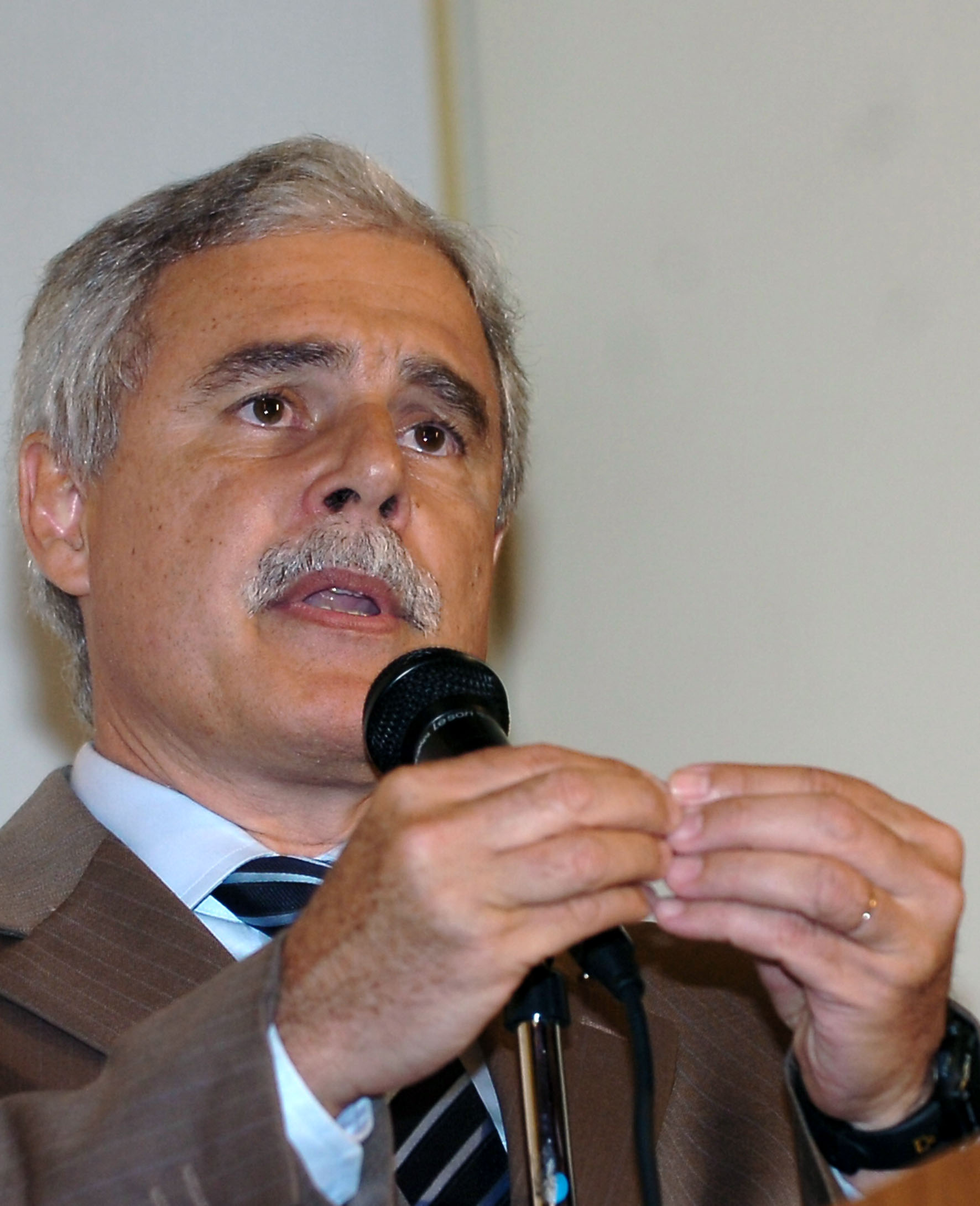
Nelson Hubner, em 2008. foto: José Cruz/Agência Brasil

Nelson José Hubner Moreira (Lajinha, 1954) es un ingeniero y político brasileño.
Fue ministro interino de Minas y Energia en el gobierno de Luiz Inácio Lula da Silva, de 24 de mayo de 2007 al 21 de enero de 2008.
Fue actual director-general de la Agencia Nacional de Energía Eléctrica (ANEEL), cargo que asumió el 13 de marzo de 2009, después de la aprobación por el Senado Federal en enero del mismo año.